# Viện Ngoại Vụ Hoa Kỳ
Viện Ngoại Vụ hay Viện Dịch vụ Đối ngoại (tiếng Anh: Foreign Service Institute, viết tắt là FSI) là cơ sở đào tạo chính của chính phủ liên bang Hoa Kỳ cho các nhân viên đối ngoại, nhà ngoại giao cũng như các chuyên gia khác thúc đẩy các lợi ích của Hoa Kỳ ở nước ngoài và ở Washington. FSI cung cấp hơn 800 khóa học (bao gồm 70 ngoại ngữ) cho hơn 225.000 học viên mỗi năm từ Bộ Ngoại giao Hoa Kỳ và hơn 50 cơ quan chính phủ khác và các chi nhánh dịch vụ quân sự. FSI có trụ sở tại Trung tâm Đào tạo Đối ngoại Quốc gia George P. Shultz ở quận Arlington, tiểu bang Virginia.
Giám đốc Viện Dịch vụ Đối ngoại có cấp bậc tương đương với Trợ lý Ngoại trưởng, và người này được bổ nhiệm trực tiếp bởi Bộ trưởng Ngoại giao.